# Mercedes-Benz W10
Mercedes-Benz Mannheim 350/370 är en personbil, tillverkad av den tyska biltillverkaren Mercedes-Benz mellan 1929 och 1934.

## W10 Mannheim 350 (1929-30)
Hösten 1929 presenterades den nya Mannheim 350. Den var mindre och lättare än företrädaren W05 350 men ärvde mycket av tekniken, inklusive motorn. Ledningens förhoppningar att den nya bilen skulle nå större försäljningsframgångar än företrädaren grusades snart av depressionen.

## W10 Mannheim 370 (1929-34)
Bilen såldes även med en större motor som Mannheim 370. Varianten Mannheim 370 K, med kortare hjulbas, såldes oftast med öppna cabriolet-karosser.

## W10 Mannheim 370 S (1930-33)
Mest exklusiv i W10-serien var Mannheim 370 S. Dess korta chassi försågs med öppna tvåsitsiga karosser i samma stil som SS och SSK. S-modellen hade en något starkare tvåförgasarmotor, men prestandan var trots det tämligen blygsam.

## W10 Mannheim 380 S (1932-33)
Från 1932 fanns S-modellen även med åttacylindrig motor i Mannheim 380 S. Bilen hade samma långa hjulbas som standardmodellen, vilket behövdes för att rymma den stora motorn.

## W19 380 S (1932-33)
De sista 380 S-vagnarna hade ett nytt chassi med hydrauliska bromsar och individuell hjulupphängning med tvärliggande bladfjädrar fram och dubbelledad pendelaxel bak. Bilarna var närmast prototyper inför den kommande 380-modellen.

## Motor
| Modell | Motor                  | Cylindervolym | Effekt   | Bränslesystem    |
| ------ | ---------------------- | ------------- | -------- | ---------------- |
| 350    | M10: 6-cyl radmotor sv | 3444 cm³      | 70 hk    | Enkel förgasare  |
| 370    | M10: 6-cyl radmotor sv | 3689 cm³      | 75 hk    | Enkel förgasare  |
| 370 S  | M10: 6-cyl radmotor sv | 3689 cm³      | 78 hk    | Dubbla förgasare |
| 380 S  | M19: 8-cyl radmotor sv | 3820 cm³      | 80-85 hk | Dubbla förgasare |

## Tillverkning
| Modell    | Antal |
| --------- | ----- |
| W10 350   | 65    |
| W10 370   | 1 375 |
| W10 370 S | 183   |
| W10 380 S | 94    |
| W19 380 S | 20    |